# Danfer Doy
Danfer Javier Doy Tello (Lima, Provincia de Lima, Perú, 24 de julio de 1982) es un exfutbolista peruano. Jugaba de volante o lateral por la derecha. Tiene 43 años. Es hermano del futbolista César Doy.

## Clubes
| Club                | País | Año       |
| ------------------- | ---- | --------- |
| Deportivo AELU      | Perú | 2001-2003 |
| Sport Áncash        | Perú | 2004-2005 |
| Deportivo Municipal | Perú | 2006-2007 |
| Atlético Minero     | Perú | 2007-2008 |
| Real Academia       | Perú | 2009      |
| Atlético Minero     | Perú | 2010      |
| Deportivo Coopsol   | Perú | 2011      |
| Unión Huaral        | Perú | 2012      |
| Walter Ormeño       | Perú | 2012      |
| Deportivo Coopsol   | Perú | 2013      |
| Unión Huaral        | Perú | 2014      |
| Sport Victoria      | Perú | 2015      |

## Palmarés

### Campeonatos nacionales
| Título                   | Club                | País | Año  |
| ------------------------ | ------------------- | ---- | ---- |
| Copa Perú                | Sport Áncash        | Perú | 2004 |
| Segunda División de Perú | Deportivo Municipal | Perú | 2006 |